# Kapelle

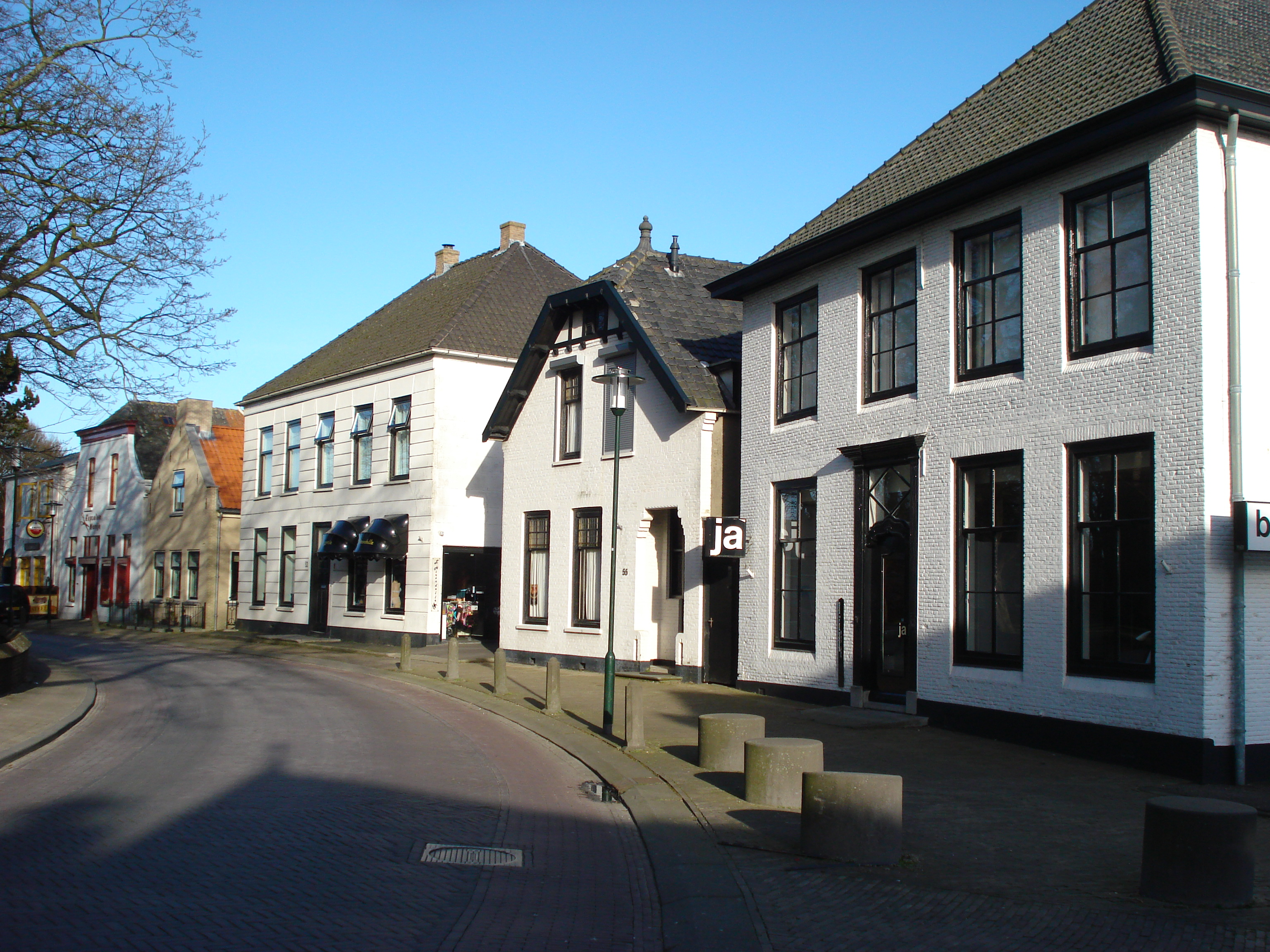
Centrum.

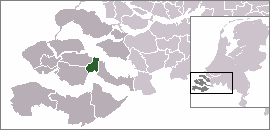
Lägeskarta

Kapelle är en kommun i provinsen Zeeland i Nederländerna. Kommunens totala area är 49,61 km² (där 12,47 km² är vatten) och invånarantalet är på 11 613 invånare (2005).